# Les irresponsables
Les irresponsables és una pel·lícula catalana de comèdia dramàtica de 2025, dirigida per Laura Mañá, que va coescriure la pel·lícula amb Marta Buchaca, basada en l'obra de teatre homònima de Javier Daulte. És protagonitzada per Laia Marull, Betsy Túrnez i Àgata Roca. Es va estrenar al BCN Film Fest el 2 de maig de 2025, i va arribar als cinemes el 25 de juliol de 2025, amb distribució d'A Contracorriente Films.

## Trama
Quan un amic de la Núria (Betsy Túrnez) deixa la casa a càrrec seu, ella i dues amigues, la Lila (Laia Marull) i l'Andrea (Àgata Roca), decideixen passar-hi el cap de setmana juntes. Avorrides per la seva tasca de cuidar la casa, una pregunta innocent les motiva a deixar-se portar pels impulsos.

## Repartiment
- Laia Marull com a Lila
- Betsy Túrnez com a Núria
- Àgata Roca com a Andrea
- Berto Romero
- Jordi Sánchez com a Gus
- Ruth Llopis

## Producció
A principis de desembre de 2024, es va anunciar que s'estava rodant una adaptació a cinema de l'obra de teatre Les irresponsables de Javier Daulte, la qual seria dirigida per Laura Mañá i escrita per ella mateixa i Marta Buchaca. Laia Marull, Betsy Túrnez, Àgata Roca, Jordi Sánchez, Ruth Llopis i Berto Romero van ser confirmats com els actors principals del repartiment. El rodatge de la pel·lícula va concloure el 13 de desembre de 2024 després de sis setmanes, i va tenir lloc a Barcelona i voltants.

## Estrena i màrqueting
L'11 d'abril de 2025, es va anunciar que Les irresponsables s'estrenaria com la pel·lícula de clausura del BCN Film Fest el 2 de maig de 2025. El 19 de juny de 2025, A Contracorriente Films va llançar el tràiler de la pel·lícula i va programar la seva estrena en cinemes per al 25 de juliol de 2025.